# Kevin Knox
Kevin Devon Knox II (* 11. August 1999 in Phoenix, Arizona) ist ein US-amerikanischer Basketballspieler.

## Laufbahn
Knox wechselte zur Saison 2017/18 von der Tampa Catholic High School (Bundesstaat Florida) an die University of Kentucky, nachdem er für die Schulmannschaft im Vorjahr 28,5 Punkte und 11,3 Rebounds pro Partie erzielt hatte. In Kentucky wurde Knox in seinem Premierenjahr in der NCAA unter der Leitung von Trainer John Calipari prompt bester Korbschütze der Mannschaft und erzielte in 37 Einsätzen im Schnitt 15,6 Punkte. Hinzu kamen 5,4 Rebounds je Begegnung.
Anfang April 2018 beendete er seine Universitätszeit nach seinem Freshman-Jahr und erklärte, künftig als Profi spielen zu wollen und sich für das Draft-Verfahren der NBA anzumelden. Dort wurde er im Juni 2018 an neunter Stelle von den New York Knicks ausgewählt. Als Mitglied einer New Yorker Mannschaft, die in der Saison 2018/19 lediglich 17 Spiele gewann, offenbarte Knox in seinem ersten NBA-Jahr Höhen und Tiefen. Im Dezember 2018 wurde er in der Eastern Conference als Rookie des Monats ausgezeichnet. Er erzielte Mittelwerte von 12,8 Punkten sowie 4,5 Rebounds je Begegnung.
Mitte Januar 2022 wurde er an die Atlanta Hawks weitergereicht. Anfang August 2022 wurde er von Detroit Pistons verpflichtet. Nach 42 Einsätzen für die Mannschaft (5,6 Punkte/Spiel) wurde Knox im Februar 2023 im Rahmen eines Tauschhandels an die Portland Trail Blazers abgegeben. Im Oktober 2023 kam es zur Trennung. Knox kehrte im November 2023 zu den Detroit Pistons zurück. Dort blieb er bis Februar 2024. Nachdem er in für Detroit in 31 Begegnungen des Spieljahres 2023/24 im Durchschnitt 7,2 Punkte erzielt hatte, wurde Knox an die Utah Jazz abgegeben. Er wurde jedoch einen Tag später von den Jazz entlassen. Er bestritt während der Saison 2023/24 ebenfalls elf Spiele für die Mannschaft Rip City Remix in der NBA G-League. In derselben Liga verstärkte Knox ab dem Beginn des Spieljahres 2024/25 die Santa Cruz Warriors. Im Februar 2025 wurde er von den Golden State Warriors verpflichtet.

## Karriere-Statistiken

### NBA

#### Hauptrunde
| Saison  | Team               | GP  | GS | MPG  | FG % | 3P % | FT % | RPG | APG | SPG | BPG | PPG  |
| ------- | ------------------ | --- | -- | ---- | ---- | ---- | ---- | --- | --- | --- | --- | ---- |
| 2018–19 | New York           | 75  | 57 | 28.8 | .370 | .343 | .717 | 4.5 | 1.1 | 0.6 | 0.3 | 12.8 |
| 2019–20 | New York           | 65  | 4  | 17.9 | .359 | .327 | .653 | 2.8 | 0.9 | 0.4 | 0.4 | 6.4  |
| 2020–21 | New York           | 42  | 0  | 11.0 | .392 | .393 | .800 | 1.5 | 0.5 | 0.3 | 0.1 | 3.9  |
| 2021–22 | New York / Atlanta | 30  | 0  | 7.4  | .365 | .278 | .727 | 1.5 | 0.3 | 0.1 | 0.1 | 3.1  |
| 2022–23 | Detroit / Portland | 63  | 5  | 15.1 | .458 | .349 | .767 | 2.8 | 0.5 | 0.4 | 0.2 | 6.6  |
| Gesamt  | Gesamt             | 275 | 66 | 18.0 | .385 | .342 | .713 | 2.9 | 0.7 | 0.4 | 0.3 | 7.5  |

#### Play-offs
| Saison  | Team     | GP | GS | MPG | FG % | 3P % | FT %  | RPG | APG | SPG | BPG | PPG  |
| ------- | -------- | -- | -- | --- | ---- | ---- | ----- | --- | --- | --- | --- | ---- |
| 2020–21 | New York | 1  | 0  | 4.0 | —    | —    | 1.000 | 1.0 | 1.0 | 0.0 | 1.0 | 2.0  |
| 2021–22 | Atlanta  | 2  | 0  | 4.5 | .636 | .600 | 1.000 | 1.0 | 0.0 | 1.0 | 0.0 | 11.0 |
| Gesamt  | Gesamt   | 3  | 0  | 4.3 | .636 | .600 | 1.000 | 1.0 | 0.3 | 0.7 | 0.3 | 8.0  |